# پانابوکه
پانابوکه (به لاتین: Panabokke) یک منطقهٔ مسکونی در سری‌لانکا است که در استان مرکزی (سری‌لانکا) واقع شده‌است.